# オレグ・ミチャーエフ
オレグ・ユーリエヴィチ・ミチャーエフ（ロシア語: Олег Юрьевич Митяев、1974年 - 2022年3月15日）は、ロシアの軍人。少将。ロシアのウクライナ侵攻中に戦死したと発表されたが、ロシアによる公式な戦死発表はされていない。ミチャエフとも。

## 経歴
2020年にロシア陸軍の第150自動車化狙撃師団長に就任した。

## 戦死
彼はロシアのウクライナ侵攻中のマリウポリでウクライナのアゾフ大隊によって殺害された。これにより、ロシアのウクライナ侵攻の際にウクライナ人によって殺害された4人目のロシアの将軍となった。ウクライナ内務省高官が通信アプリテレグラムを通じ明らかにした。